# Porphyrinia psilogramma
Porphyrinia psilogramma là một loài bướm đêm trong họ Noctuidae.